# Lane Johnson
Lane Johnson (Groveton, 8 maggio 1990) è un giocatore di football americano statunitense che gioca nel ruolo di offensive tackle per i Philadelphia Eagles della National Football League (NFL). Fu scelto come quarto assoluto del Draft NFL 2013 dagli Eagles. Al college giocò a football all’Università dell'Oklahoma.

## Carriera universitaria
Johnson frequentò il Kilgore College, uno junior college nell'est del Texas, dove giocò come quarterback e tight end per i Kilgore Rangers. Dopo un anno si trasferì alla University of Oklahoma, dove giocò per gli Oklahoma Sooners dal 2009 al 2012. Dopo essere rimasto inattivo nella stagione 2009, giocò come tight end e defensive end nel 2010. Nel 2011 fu spostato nel ruolo di offensive tackle e partì come titolare in 12 gare su 13 come tackle destro. Nella sua ultima stagione, nel 2012, fu spostato a tackle sinistro, iniziando come titolare 11 gare su 13, venendo inserito da CBSSports.com nella terza formazione ideale All-American.

## Carriera professionistica

### Philadelphia Eagles
Considerato uno dei migliori offensive tackle selezionabili nel Draft NFL 2013, il 25 aprile Johnson venne selezionato dai Philadelphia Eagles come quarta scelta assoluta. Il 20 luglio firmò un contratto quadriennale del valore di 19,853 milioni di dollari, inclusi 12,818 milioni di bonus alla firma. Debuttò come professionista partendo come titolare nella vittoria della settimana 1 contro i Washington Redskins. La sua stagione da rookie terminò disputando tutte le 16 gare della stagione regolare come titolare, con gli Eagles che vinsero la propria division e tornarono ai playoff dopo due anni di assenza.
Il 23 luglio 2014 fu annunciato che Johnson fu sospeso per le prime quattro partite della stagione per avere assunto sostanze proibite dalla lega. Tornò in campo nel quinto turno contro i St. Louis Rams, restando titolare per tutto il resto della stagione. Nel 2015 disputò come titolare due gare sul lato sinistro per sostituire l'infortunato Jason Peters. Il 29 gennaio 2016 fu annunciato un rinnovo contrattuale con gli Eagles per sei anni e un valore massimo di 63 milioni di dollari.
Il 9 agosto 2016, Johnson fu nuovamente sospeso, questa volta per dieci giornate, per uso di sostanze dopanti. Nel 2017 fu convocato per il suo primo Pro Bowl e inserito nel First-team All-Pro. Il 4 febbraio 2018 allo U.S. Bank Stadium di Minneapolis partì come titolare nel Super Bowl LII vinto contro i New England Patriots per 41-33, il primo trionfo della storia della franchigia.
Nel 2019 Johnson fu convocato per il terzo Pro Bowl consecutivo al posto dell'infortunato David Bakhtiari.
Il 12 febbraio 2023 Johnson partì come titolare nel Super Bowl LVII ma gli Eagles furono sconfitti per 38-35 dai Kansas City Chiefs.
Il 23 marzo 2023 Johnson firmò con gli Eagles un nuovo contratto fino al 2026 con 30 milioni di dollari garantiti.
Nel 2024 Johnson vinse il suo secondo anello grazie alla vittoria per 40-22 sui Chiefs nella rivincita del Super Bowl di due anni prima prima.

## Palmarès

### Franchigia
- Super Bowl : 2

Philadelphia Eagles: LII, LIX
- National Football Conference Championship: 3

Philadelphia Eagles: 2017, 2022, 2024

### Individuale
- Convocazioni al Pro Bowl: 6

2017, 2018, 2019, 2022, 2023, 2024
- First-team All-Pro: 2

2017, 2022
- Second-team All-Pro: 3

2021, 2023, 2024